# Louis Cordier
Pierre Louis Antoine Cordier (31. března 1777 Abbeville – 30. března 1861 Paříž byl francouzský geolog a mineralog.
Pocházel z pikardské rodiny anglického původu, jeho bratrancem byl básník Charles Hubert Millevoye. Studoval na École nationale supérieure des mines de Paris, kde byli jeho učiteli Déodat Gratet de Dolomieu a Louis Nicolas Vauquelin, titul inženýra získal roku 1797. Zúčastnil se výpravy Commission des sciences et des arts do Egypta. Na zpáteční cestě byl s dalšími učenci včetně Dolomieuho zajat v Tarantu a propuštěni byli až díky francouzskému vítězství v bitvě u Marenga. Po návratu nastoupil Cordier na École des mines jako profesor.
Zavedl používání mikroskopu při určování hornin. Provedl měření geotermického gradientu a odhadl, že zemská kůra je silná jen několik kilometrů a pod ní se nachází tekuté jádro. V práci Sur les substances minérales dites en masse, qui servent de base aux roches volcaniques se zabýval původem čediče. Zkoumal příčiny neštěstí v dole Beaujonc v únoru 1812 a navrhl opatření na zvýšení bezpečnosti horníků. 
Roku 1822 se stal členem Francouzské akademie věd. Byl jedním ze zakladatelů Francouzské geologické společnosti. Působil v pařížském Muséum national d'histoire naturelle, kde rozšířil mineralogickou sbírku na 200 000 exemplářů, které sbíral na svých cestách do Pyrenejí, Vogéz a Alp. Roku 1832 byl jmenován inspektorem dolů v oblasti francouzského jihozápadu a v letech 1834 až 1861 zastával funkci místopředsedy Generální důlní rady (Conseil général des mines). Byl mu udělen Řád čestné legie a roku 1839 byl přijat do Chambre des pairs, horní komory francouzského parlamentu za červencové monarchie. Zasedal také v komisi pro zavedení železniční dopravy.
Jeho manželkou byla Marie Cécile Borgella, neteř geologa Louise Ramonda de Carbonnières, s níž měl čtyři syny a šest dcer. Rodina žila v 5. pařížském obvodu.
Byl po něm pojmenován minerál cordierit a rod mořenovitých rostlin Cordiera. 